# Tammuz (calendari babilònic)
Tammuz va ser un mes del calendari babilònic derivat de Tammuz, un dels principals déus de Babilònia. Molts calendaris han adoptat des de llavors aquest nom per referir-se a un mes a la temporada d'estiu. En el calendari hebreu, Tammuz és el desè mes de l'any civil i el quart mes de l'any eclesiàstic. És un mes d'estiu de 29 dies. Tammuz és també el nom per al mes de juliol al calendari gregorià en àrab (تموز), en sirià (ܬ ܡ ܘ ܙ) i turc (Temmuz).
El festival de la deïtat de Tammuz es feia durant tot el mes de Tammuz en ple estiu, i se celebrava la mort i resurrecció d'aquest déu. El primer dia del mes de Tammuz era el dia de la lluna nova del solstici d'estiu. En el segon dia del mes, hi havia laments per la mort de Tammuz, en els dies 9, 16 i 17 processons amb torxes, i en els últims tres dies, una imatge de Tammuz era sepultada.